# 고낙춘
고낙춘(高樂春, 1963년 4월 10일~)은 대한민국의 펜싱 선수, 지도자, 체육행정인이다. 현역 시절 주 종목은 플뢰레이며 현재 대한펜싱협회 이사, 대구대학교 감독, MBC 펜싱 해설위원이다. 1988년 하계 올림픽에 대한민국 국가대표로 참가했고 1986년 아시안 게임 펜싱 플뢰레 개인전과 단체전에서 금메달을 획득하여 대회 2관왕에 올랐다.

## 생애
충청남도 논산군 두마면 광석리(현재의 충청남도 계룡시 엄사면 광석리)에서 개신교 신자인 고인선과 이삼순의 아들로 태어났다. 연산중학교 1학년 때 펜싱에 입문하였고, 대전의 유성고등학교를 졸업하고 대구대학교로 진학하였다. 1983년 헝가리의 부다페스트에서 열린 세계 주니어 펜싱 선수권 대회 플뢰레 국가대표로 발탁되었다.
이후 1985년에 대한민국 플뢰레 성인 대표로 발탁되어 같은 해 여름에 일본의 고베에서 열린 하계 유니버시아드에 참가하였으나 개인전 예선에서 4경기 모두 패하면서 탈락했다. 이후 1986년에 서울에서 열린 1986년 아시안 게임에 참가하여 남자 플뢰레 개인전에서 금메달을 획득하여 대한민국 펜싱 선수 최초로 국제 대회 개인전 금메달을 획득하였다. 또 플뢰레  단체전에도 조재봉, 이영록, 김승표와 함께 출전하여 금메달을 획득하였다. 이듬 해인 1987년 7월에 유고슬라비아의 자그레브에서 열린 1987년 하계 유니버시아드 펜싱에 참가하여 플뢰레 개인전에 출전했다. 그는 예선 1라운드에서 2승 3패의 기록으로 2라운드에 진출했고 2라운드에서 1승 4패의 기록으로 탈락했다. 이후 대한민국 서울에서 열린 1988년 하계 올림픽에도 참가하여 개인전에서 42위, 단체전 9위를 하였다.
선수 생활 은퇴 후 대구대학교 펜싱팀 감독과 대한민국 펜싱 국가대표 코치 및 감독을 맡았으며, 문화방송(MBC) 펜싱 해설위원도 역임하였다.
딸인 고채린과 고채영도 펜싱 선수이다.

## 수상

### 수훈
- 체육훈장 맹호장(2005년 3월 25일)
- 체육훈장 거상장(1986년 10월 6일)